# Cyprinidae in Italia
Nella tabella sottostante sono elencate tutte le specie di Ciprinidi presenti (endemiche, native o introdotte) in Italia.

## A-H
Voce principale
| Nome scientifico            | Nome comune                                    | Origine    | Immagine |
| --------------------------- | ---------------------------------------------- | ---------- | -------- |
| Abramis brama               | Abramide                                       | introdotto |          |
| Alburnoides bipunctatus     | Alborella di fiume o Alborella bipuntata       | nativo     |          |
| Alburnus albidus            | Alborella appenninica o Alborella meridionale  | endemico   |          |
| Alburnus alburnus           | Alburno                                        | introdotto |          |
| Alburnus arborella          | Alborella                                      | nativo     |          |
| Aspius aspius               | Aspio                                          | introdotto |          |
| Barbus balcanicus           |                                                | nativo     |          |
| Barbus barbus               | Barbo                                          | nativo     |          |
| Barbus caninus              | Barbo canino                                   | nativo     |          |
| Barbus cyclolepis           |                                                | introdotto |          |
| Barbus meridionalis         |                                                | nativo     |          |
| Barbus peloponnesius        | Barbo del Peloponneso                          | introdotto |          |
| Barbus plebejus             | Barbo italico o Barbo padano                   | nativo     |          |
| Barbus tyberinus            | Barbo tiberino o Barbo etrusco                 | endemico   |          |
| Blicca bjoerkna             | Blicca                                         | introdotto |          |
| Carassius auratus auratus   | Pesce rosso o Carassio rosso o Carassio dorato | introdotto |          |
| Carassius carassius         | Carassio                                       | introdotto |          |
| Chondrostoma nasus          | Naso                                           | introdotto |          |
| Chondrostoma soetta         | Savetta                                        | nativo     |          |
| Ctenopharyngodon idella     | Carpa erbivora o Amur                          | introdotta |          |
| Chondrostoma soetta         | Savetta                                        | nativo     |          |
| Cyprinus carpio             | Carpa                                          | introdotto |          |
| Gobio gobio                 | Gobione                                        | introdotto |          |
| Hypophthalmichthys molitrix | Carpa argentata o Temolo russo                 | introdotto |          |
| Hypophthalmichthys nobilis  | Carpa testa grossa                             | introdotto |          |

## I-Z
Voce principale
| Nome scientifico            | Nome comune                              | Origine    | Immagine |
| --------------------------- | ---------------------------------------- | ---------- | -------- |
| Luciobarbus graellsii       | Barbo di Graell                          | introdotto |          |
| Pachychilon pictum          | Moranec o Leucisco d'Albania             | introdotto |          |
| Phoxinus lumaireul          | Sanguinerola                             | nativo     |          |
| Phoxinus phoxinus           | Sanguinerola                             | nativo     |          |
| Protochondrostoma genei     | Lasca                                    | nativo     |          |
| Pseudorasbora parva         | Cebacek o Pseudorasbora                  | introdotto |          |
| Rhodeus amarus              | Rodeo amaro                              | introdotto |          |
| Rhodeus sericeus            |                                          | introdotto |          |
| Romanogobio benacensis      |                                          | nativo     |          |
| Leucos aula                 | Triotto                                  | nativo     |          |
| Rutilus pigus               | Pigo                                     | nativo     |          |
| Sarmarutilus rubilio        | Rovella                                  | nativo     |          |
| Rutilus rutilus             | Rutilo o Gardon                          | introdotto |          |
| Scardinius erythrophthalmus | Scardola                                 | introdotto |          |
| Scardinius hesperidicus     | Scardola italiana                        | nativo     |          |
| Scardinius scardafa         | Scardola tirrenica o Scardola scardafa   | endemico   |          |
| Squalius albus              | Cavedano del Trasimeno                   | nativo     |          |
| Squalius cephalus           | Cavedano                                 | introdotto |          |
| Squalius lucumonis          | Cavedano dell'Ombrone o Cavedano etrusco | endemico   |          |
| Squalius squalus            | Cavedano italico                         | nativo     |          |
| Telestes muticellus         | Vairone                                  | nativo     |          |
| Telestes souffia            | Strigione                                | nativo     |          |
| Tinca tinca                 | Tinca                                    | nativo     |          |